# هارون وايز
هارون وايز (بالإنجليزية: Aaron Wise)‏ هو حاخام أمريكي، ولد في 2 مايو 1844 في إيغر في المجر، وتوفي في 30 مارس 1896 في نيويورك في الولايات المتحدة.